# Effetto lampione

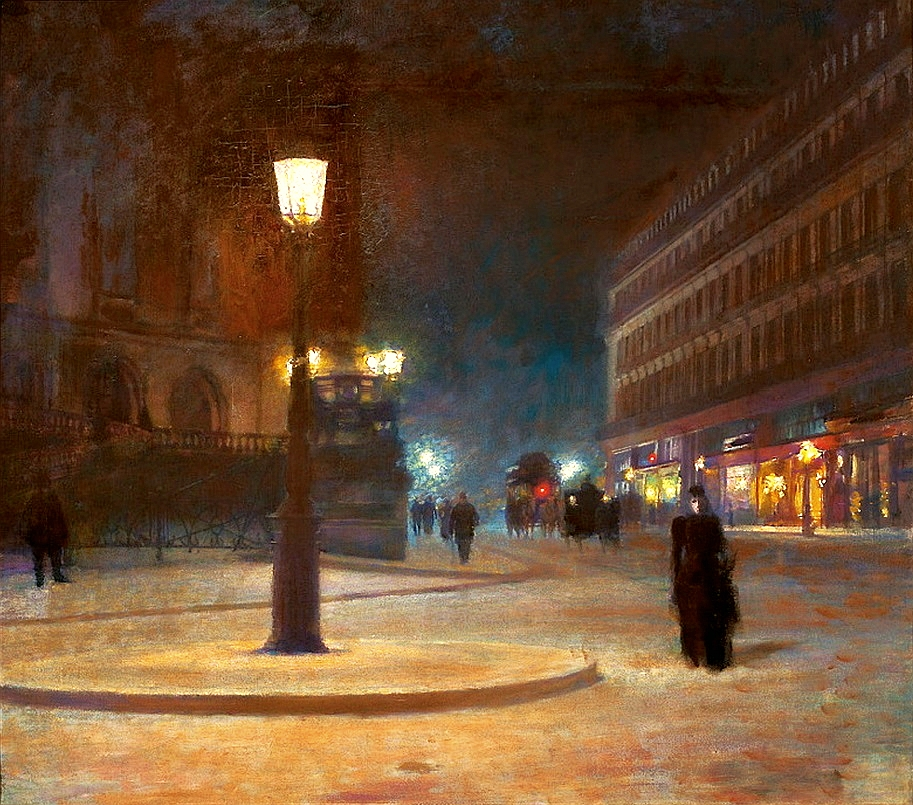
Ludwik de Laveaux: Parigi, Place de l’Opéra, 1892

L'effetto lampione o street light effect è un tipo di distorsione osservativa che consiste nel cercare qualcosa dove è più facile trovarla. Questo tipo di ricerca viene anche detta "ricerca dell'ubriaco", dalla storia che comunemente si racconta per spiegare questo fenomeno.
L'espressione è stata coniata da David H. Freedman, ma la metafora risale almeno al 1964 quando Abraham Kaplan ne parlò chiamandolo il "principio della ricerca dell'ubriaco".
L'esempio della ricerca dell'ubriaco ha numerose versioni, che seguono tutte la stessa struttura:
Un poliziotto vede un ubriaco che cerca qualcosa ai piedi di un lampione e gli chiede cosa abbia perso. L'interpellato risponde "un mazzo di chiavi", perciò il poliziotto decide di aiutarlo, anche se la ricerca si rivela infruttuosa. Il poliziotto allora chiede all'ubriaco se sia sicuro di aver perso le chiavi in quel punto. L'ubriaco risponde di no; in effetti le ha perse nel parco. Il poliziotto gli domanda dunque perché le stia cercando in quel punto, e l'ubriaco risponde: "...ma perché qui è illuminato!".
La storiella dell'effetto lampione è in realtà collegata alla tendenza umana ad intraprendere le ricerche della verità attraverso le vie più semplici, evitando la complessità. È difficile trovare un oggetto dove è buio, dunque riteniamo più utile cercarlo dove c'è luce. Il lavoro appare (erroneamente) più semplice.
Galilei sosteneva che la natura fa uso, in tutte le sue opere, dei mezzi «più immediati, più semplici e più facili».  La storia della scienza sino ad oggi è stata il tentativo di ridurre a semplice ciò che appare complesso. 
Si è parlato anche dell'eleganza della scienza quando si presenta nella sua semplicità:
«La riducibilità del complicato al semplificato» è stata messa in discussione nel 1947 da Warren Weaver  con la sua opera Scienza e complessità, in cui si prospetta il superamento della visione unitaria di un fenomeno studiato dalla ricerca scientifica come unità elementare ed isolabile, tipico dell'idea classica di scientificità, per sostituirlo con un modello della complessità basato sull’idea di relazione e organizzazione della realtà .